# 379 a.C.

## Eventos
- Segundo Lívio, foram tribunos consulares em Roma Marco Albínio, Públio Mânlio Capitolino, Caio (ou Cneu) Mânlio Vulsão, Lúcio Júlio Julo, Caio Sextílio e Lúcio Antíscio. Segundo os Fastos Capitolinos, foram eleitos ainda Públio Trebônio e Caio Erenúcio.